# Arahal
Arahal is een gemeente in de Spaanse provincie Sevilla in de regio Andalusië met een oppervlakte van 201 km². In 2007 telde Arahal 18.896 inwoners.

## Demografische ontwikkeling
Bron: INE; 1857-2011: volkstellingen

## Geboren
- Manolo Jiménez (1964), voetballer en voetbalcoach